# Liubomyr Huzar
Liubomyr Huzar M.S.U. (1932–2017) là một Hồng y người Ukraina của Giáo hội Công giáo Ukraina, trực thuộc Giáo hội Công giáo Rôma. Ông từng đảm nhận vai trò Hồng y Đẳng Linh mục Nhà thờ S. Sofia a Via Boccea, từ năm 2001 đến năm 2017. Ngoài ra, ông từng đảm nhận vai trò Đại Tổng giám mục Đại Tổng giáo phận Lviv, Công giáo Ukraina (Sau này đổi tên thành Đại Tổng giáo phận Kyiv–Halyč, Công giáo Ukraina) trong vòng từ năm 2001 đến năm 2011.
Vốn là một giáo sĩ trong vai trò lãnh đạo giáo hội địa phương, ông từng đảm trách nhiều vai trò tại Ukraina, Giáo hội Công giáo Ukraina trước khi tiến đến trở thành Đại Tổng giám mục Kyiv–Halyč như: Giám mục phụ tá Đại Tổng giáo phận Lviv (1996–2000), Giám quản Tông Tòa Đại Tổng giáo phận Lviv (2000–2001). Song song với vị trí đứng đầu Giáo hội Ukraina, ông còn đóng vai trò Chủ tịch Hội đồng Giáo hội Công giáo Ukraina. Ông được vinh thăng Hồng y ngày 21 thăng 2 năm 2001, bởi Giáo hoàng Gioan Phaolô II.

## Tiểu sử
Hồng y Liubomyr Huzar sinh ngày 26 tháng 2 năm 1933 tại Lviv, Ukraina. Sau quá trình tu học dài hạn tại các cơ sở chủng viện theo quy định, ngày 30 tháng 3 năm 1958, Phó tế Huzar, 25 tuổi, tiến đến việc được truyền chức linh mục. Cử hành nghi thức truyền chức cho tân linh mục là giám mục Ambrozij Andrew Senyshyn, O.S.B.M., Giám mục phụ tá Tổng giáo phận Vùng Philadelphia (Ukrainia). Tân linh mục là thành viên linh mục đoàn Tổng giáo phận Vùng Stamford (Ukraina).
Ngày 24 tháng 6 năm 1972, ông gia nhập dòng Ukrainian Studite Monks của Giáo hội Công giáo Ukraina, có kí hiệu viết tắt là M.S.U.
Sau nhiều năm thi hành các công việc mục vụ với thẩm quyền và cương vị của một linh mục, linh mục Liubomyr Huzar, 44 tuổi, gia nhập Giám mục đoàn Công giáo Hoàn vũ, với lễ tấn phong cho vị giám mục tân cử được tổ chức vào ngày 2 tháng 4 năm 1977, với phần nghi thức chính yếu được cử hành cách trọng thể bởi 3 giáo sĩ cấp cao, gồm chủ phong là Hồng y Josyf Slipyj, Đại Tổng giám mục Đại Tổng giáo phận Lviv, Công giáo Ukraina; hai vị giáo sĩ còn lại, với vai trò phụ phong, gồm có giám mục Ivan Prasko, giám mục Tổng quản Australia (Ukrainia) và giám mục Isidore Borecky, giám mục Vùng Toronto, giáo hội Công giáo Ukraina. Vị tân giám mục chọn cho mình khẩu hiệu "Наша надія в Господі" (n.đ. 'Niềm hy vọng của chúng ta ở nơi Đức Chúa').
Sau gần 20 năm được tấn phong chức vị giám mục, ngày 22 tháng 2 năm 1996, Giám mục Liubomyr Huzar được bổ nhiệm vào vị trí Giám mục Hiệu tòa Nisa in Lycia. Tiếp theo, ông nhanh chóng được bổ nhiệm làm Giám mục Tổng quản Đại Vùng Kyiv–Vyshhorod (Ukrainia). Sau đó ít tháng, ông được chọn vào vị trí Giám mục phụ tá Đại Tổng giáo phận Lviv. Tin bổ nhiệm chính thức được công bố vào ngày 14 tháng 10 cùng năm.
Sau bốn năm làm Giám mục phụ tá Lviv, ông đảm nhiệm vai trò Giám quản Tông Tòa Đại Tổng giáo phận Lviv, kể từ ngày 16 tháng 12 năm 2000. Khoảng thời gian đảm nhiệm chức giám quản ngắn ngủi của ông kết thúc bằng việc Hội đồng Giáo hội Công giáo Ukraina nhóm họp, tại đây, các giám mục của Giáo hội đã nhất trí chọn Giám mục Giám quản Liubomyr Huzar, 68 tuổi, làm Đại Tổng giám mục Đại Tổng giáo phận Lviv, chức đứng đầu Giáo hội này. Việc bổ nhiệm được tổ chức ngáy 25 tháng 1 năm 2001 và kết quả bổ nhiệm đã được Giáo hội Công giáo Rôma chấp thuận sau đó vào ngày hôm sau. Đi kèm tin bổ nhiệm, Tòa Thánh công bố sẽ vinh thăng Hồng y cho Tân Đại Tổng giám mục. Đi kèm với chức Đại Tổng giám mục, ông còn đảm nhiệm vai trò Chủ tịch Hội đồng Giáo hội Công giáo Ukraina.
Bằng việc tổ chức công nghị Hồng y năm 2001 được cử hành chính thức vào ngày 21 tháng 2, Giáo hoàng Gioan Phaolô IIđưa ra quyết định vinh thăng Đại Tổng giám mục Liubomyr Huzar tước vị danh dự, Hồng y. Tân Hồng y thuộc Đẳng Hồng y Linh mục và Nhà thờ Hiệu tòa được chỉ định là Nhà thờ S. Sofia a Via Boccea. Ông đã đến cử hành các nghi thức nhận nhà thờ hiệu tòa của mình vào ngày 17 tháng 11 cùng năm.
Ngày 6 tháng 4 năm 2004, Đại Tổng giáo phận Lviv, Công giáo Ukraina đổi tên thành Đại Tổng giáo phận Kyiv–Halyč, Công giáo Ukraina. Ông tiếp tục giữ chức danh mới, kèm với chức danh Tổng giám mục đô thành Tổng giáo phận Lviv (Ukraina).
Ngày 10 tháng 2 năm 2011, ông quyết định từ chức vì lý do tuổi tác. Ngày 31 tháng 5 năm 2017, ông qua đời, thọ 84 tuổi.